# Hochet
 (février 2023).
Si vous disposez d'ouvrages ou d'articles de référence ou si vous connaissez des sites web de qualité traitant du thème abordé ici, merci de compléter l'article en donnant les références utiles à sa vérifiabilité et en les liant à la section « Notes et références ».

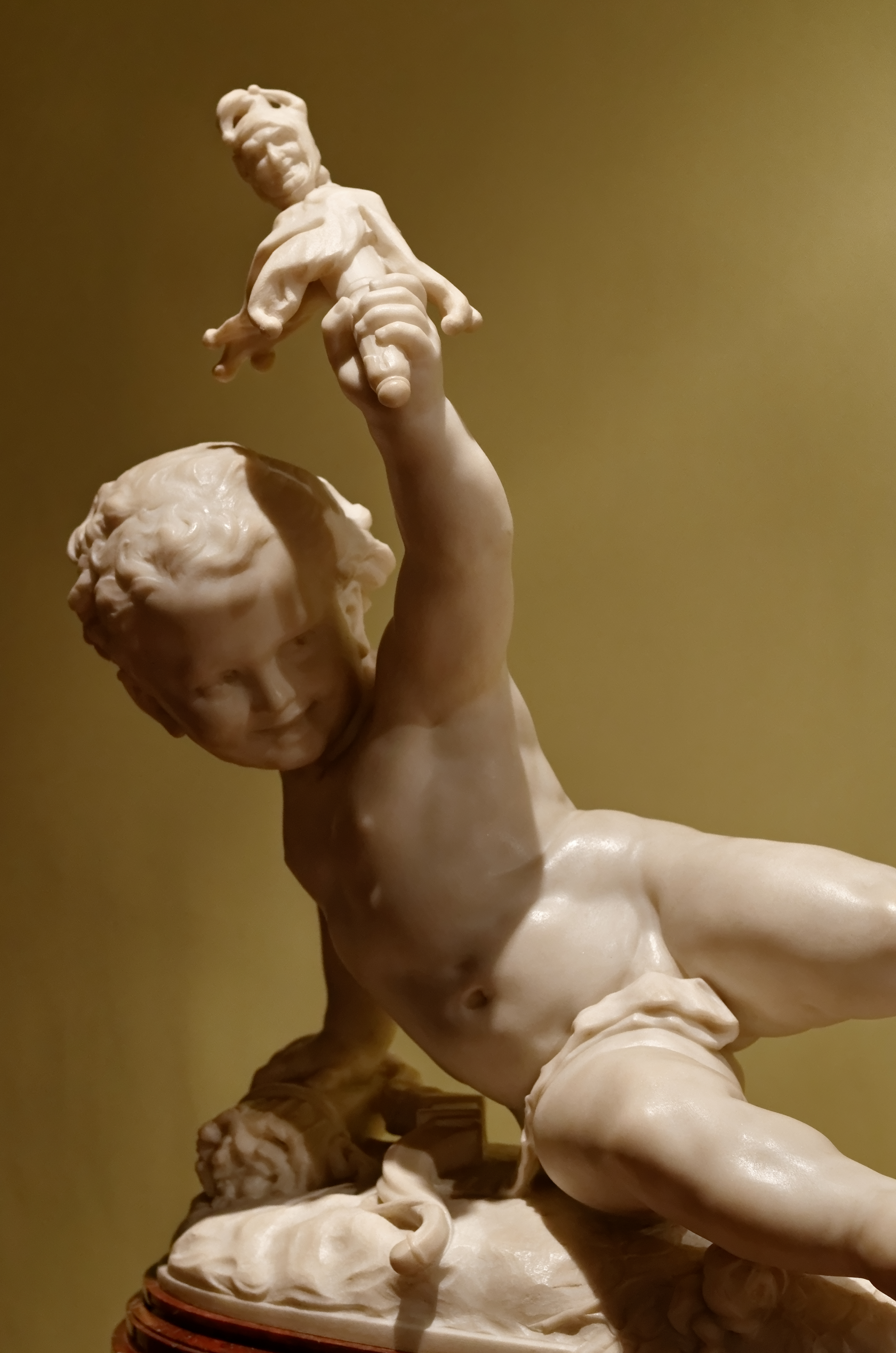
L'amour à la folie, Jean-Baptiste Carpeaux

Un hochet est un jouet d'éveil pour bébé. Cet accessoire peut être fabriqué à partir de bois, de plastique, de tissu etc.
Un grelot est souvent placé à l'intérieur du hochet lui permettant d'émettre un son. Ce jouet d'éveil peut d'abord être manipulé par un adulte pour stimuler les sens du bébé. Dans un deuxième temps, le bébé le manipule seul et peut ainsi découvrir son fonctionnement. 
En musique, c'est aussi un instrument de musique de la famille des percussions (idiophone).

## Galerie

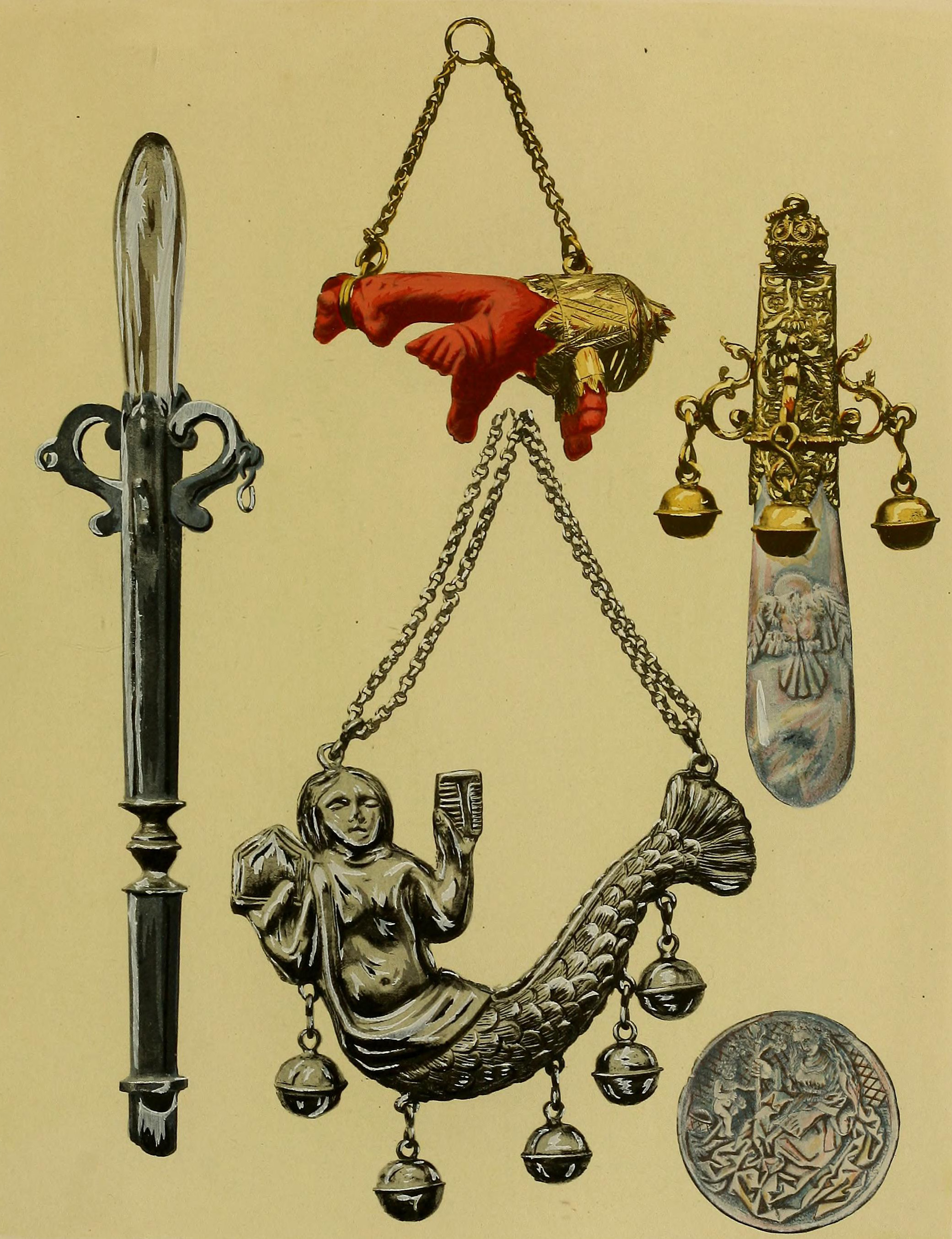
Hochets des XVIe et XVIIe siècles.
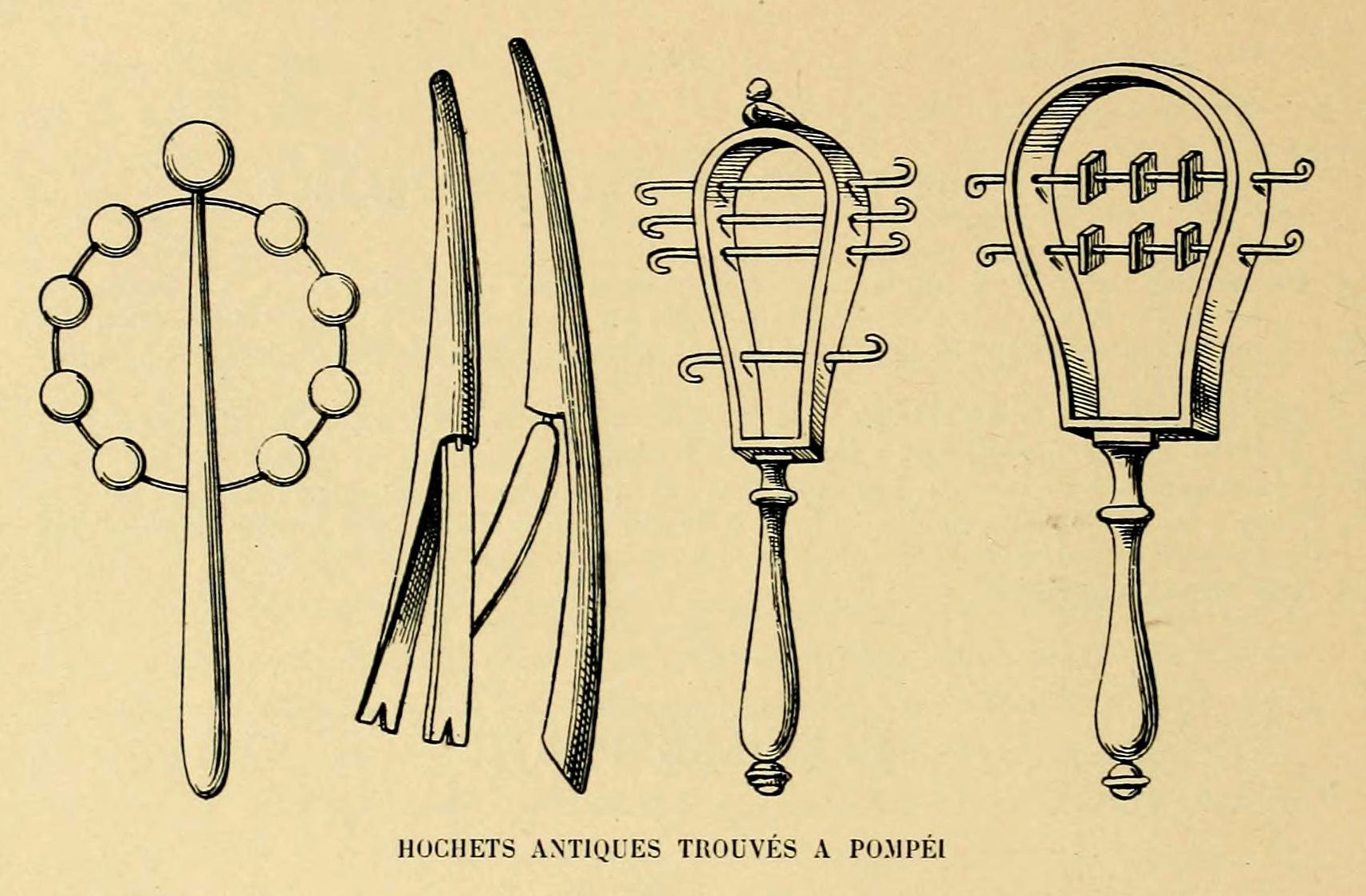
Hochets trouvés à Pompéi.